# Doek van de gevangenen
Het Doek van de gevangenen is een 13e-eeuws precolumbiaans weefsel van de noord-Peruviaanse Chimú-cultuur (1000-1450 n.Chr.). Het oorspronkelijke doek was waarschijnlijk 32 meter lang en 1,82 meter hoog en bestond uit twintig geschilderde panelen. Op deze panelen zijn naakte krijgsgevangenen afgebeeld. Het katoenen doek werd in de jaren 1950 ontdekt in een graftombe bij een illegale opgraving. Het werd verknipt en gescheiden verkocht aan verschillende musea en particulieren. Slechts dertien van de twintig panelen zijn bewaard gebleven.
Het thema van de krijgsgevangenen hangt samen met mensenoffers. Waarschijnlijk ging het om gevangenen gemaakt in een onderlinge rituele strijd tussen de twee moieties of sociale groepen. Deze mensenoffers hingen samen met de vruchtbaarheid en vonden plaats op bepaalde data in de Chimúkalender.

## Beschrijving
In de centrale panelen worden krijgsgevangenen afgebeeld. Deze zijn naakt en afgebeeld met een groot geslachtsdeel. Ze hebben lange haren en een touw om de nek. Rond dit centrale paneel zijn telkens drie kaders. Het binnenste kader bevat ofwel een reeks van frontaal afgebeelde gevangenen geflankeerd door poema's, ofwel een reeks dieren (vossen?). Het middelste kader toont een reeks dubbelkoppige slangen in S-motief. Het buitenste kader toont gevangenen in profiel, waarvan een reeks geklede gevangenen toont en een andere naakte gevangenen.